# Dryana bituberculata
Dryana bituberculata är en skalbaggsart som beskrevs av Johannes von Nepomuk Franz Xaver Gistel och Bromme 1848. Dryana bituberculata ingår i släktet Dryana och familjen långhorningar. Inga underarter finns listade i Catalogue of Life.